# Hugo Peitsch
Georg Hugo Richard Peitsch (* 21. Dezember 1878 in Berlin; † 10. September 1951 in Manhattan, New York) war ein deutscher Kunstturner.

## Biografie
Hugo Peitsch nahm bei den Olympischen Sommerspielen 1900 in Paris im Einzelmehrkampf teil: Er belegte den 29. Rang und erzielte dabei das beste Resultat aller deutschen Turner in diesem Wettkampf. Bei den Olympischen Sommerspielen 1904 in St. Louis war er erfolgreicher und beendete den Einzelmehrkampf als Siebter und wurde im Turnerischen Dreikampf Vierter. Nach den Spielen blieb er in den Vereinigten Staaten und arbeitete als Turnlehrer.